# Stomina rubricornis
Stomina rubricornis är en tvåvingeart som beskrevs av Robineau-desvoidy 1830. Stomina rubricornis ingår i släktet Stomina och familjen spyflugor. Inga underarter finns listade i Catalogue of Life.